# مجموعه حاج آقا علی
مجموعه حاج آقا علی مربوط به دوره قاجار است و در شهرستان رفسنجان، جبهه شرقی شهر واقع شده و این اثر در تاریخ ۲۹ تیر ۱۳۷۷ با شمارهٔ ثبت ۲۰۷۱ به‌عنوان یکی از آثار ملی ایران به ثبت رسیده است.